# Laura Horn
Laura Horn   (Països Baixos, 1980) és una sociòloga i economista política neerlandesa que investiga la regulació de la governança corporativa i la responsabilitat social de les empreses dins i fora de la Unió Europea en el context de la integració europea.

## Obra publicada
- A Care Crisis in the Nordic Welfare States? Care Work, Gender Equality and Welfare State Sustainability (Policy Press, 2021)
- Regulating Corporate Governance in the EU: Towards a Marketization of Corporate Control (Palgrave Macmillan, 2011)
- Contradictions and Limits of Neoliberal European Governance: From Lisbon to Lisbon (Palgrave Macmillan, 2008)